# Apold
Apold (románul Apold, németül Trappold) falu Romániában Maros megyében, Apold központja. Községközpont, Segesd, Szászdálya és Volkány tartozik hozzá.

## Fekvése
Segesvártól 11 km-re délre a Segesd-patak mellett fekszik.

## Története
1309-ben Apoldia néven említik először. Az evangélikus templom 1309-ben már biztosan állott. Kapubástyáján 1529-es évszám látható. 1910-ben 1207, többségben német lakosa volt, jelentős román kisebbséggel. A trianoni békeszerződésig Nagy-Küküllő vármegye Segesvári járásához tartozott. 1977 és 1992 között több mint 400 szász lakos hagyta el a falut, helyükre románok települtek. 1992-ben 691 lakosából 548 román, 60 cigány, 42 szász, 41 magyar volt.

## Látnivalók
- Szász gótikus erődített evangélikus temploma kis halmon áll. Kettős védőfal övezi, melyet belül kettő, kívül négy torony erősít.

## Híres emberek
- Itt született Michael Albert szász költő.